# Ист Ричмонд Хајтс (Калифорнија)
Ист Ричмонд Хајтс (енгл. East Richmond Heights) насељено је место без административног статуса у америчкој савезној држави Калифорнија.

## Демографија
По попису из 2010. године број становника је 3.280, што је 77 (-2,3%) становника мање него 2000. године.
| Група             | 2000.         | 2010.         |
| Белци             | 1.971 (58,7%) | 1.816 (55,4%) |
| Афроамериканци    | 468 (13,9%)   | 395 (12,0%)   |
| Азијати           | 360 (10,7%)   | 407 (12,4%)   |
| Хиспаноамериканци | 358 (10,7%)   | 465 (14,2%)   |
| Укупно            | 3.357         | 3.280         |